# Lompnieu
Lompnieu korábbi község (település) Franciaországban, Ain megyében. 2019. január 1-jén Belmont-Luthézieu, Sutrieu és Vieu községgel egyesült és Valromey-sur-Séran új község része lett.
Lakosainak száma 121 fő (2018. január 1.). Lompnieu Champagne-en-Valromey, Cormaranche-en-Bugey, Hauteville-Lompnes, Ruffieu, Haut-Valromey, Sutrieu és Songieu községekkel határos.

## Népesség
A település népességének változása:
| Lakosok száma | 150  | 122  | 115  | 103  | 96   | 125  | 118  | 113  | 117  | 121  |
|               | 1968 | 1975 | 1982 | 1999 | 2006 | 2011 | 2013 | 2016 | 2017 | 2018 |